# 木原秋好
木原 秋好（きはら あきよし、1947年8月15日 - ）は、NHK放送研修センター・日本語センター専門委員・エグゼクティブアナウンサー、すぎなみ地域大学学長。 

## 概要
東京都立西高等学校・東京大学を卒業後、1972年にNHK入局。広島放送局放送センター副部長、編成局アナウンス室副部長、放送総局アナウンス室エグゼクティブアナウンサー、同局アナウンス室統括担当部長、1999年6月から日本語センター勤務、2002年アナウンス室長に。趣味はマラソン。

## 過去の担当番組
- テレビ・ラジオニュース
- ニュースセンター9時（リポーター）
- ふるさとの証言（司会）
- 1991年入局のアナウンサーの主任講師[6]
- その他、各種番組リポーター、文化教養番組司会など

## 著作
- 番組テキスト『はなす きく よむ』（共著）日本放送出版協会
- CD教材『アナウンス教室～アナウンス編』制作NHKサービスセンター